# Гокстадський корабель
Гокстадський корабель (норв. Gokstadskipet) — корабель вікінгів типу карв, що був використаний в IX столітті як поховальний корабель і виявлений у 1880 році в кургані в Гокстаді на березі Саннефіорда біля міста Саннефіорд, район Вестфолл в Норвегії. Це найбільший збережений корабель вікінгів у Норвегії.. Гокстадський корабель демонструється в Музеї кораблів вікінгів в Осло. 

## Опис

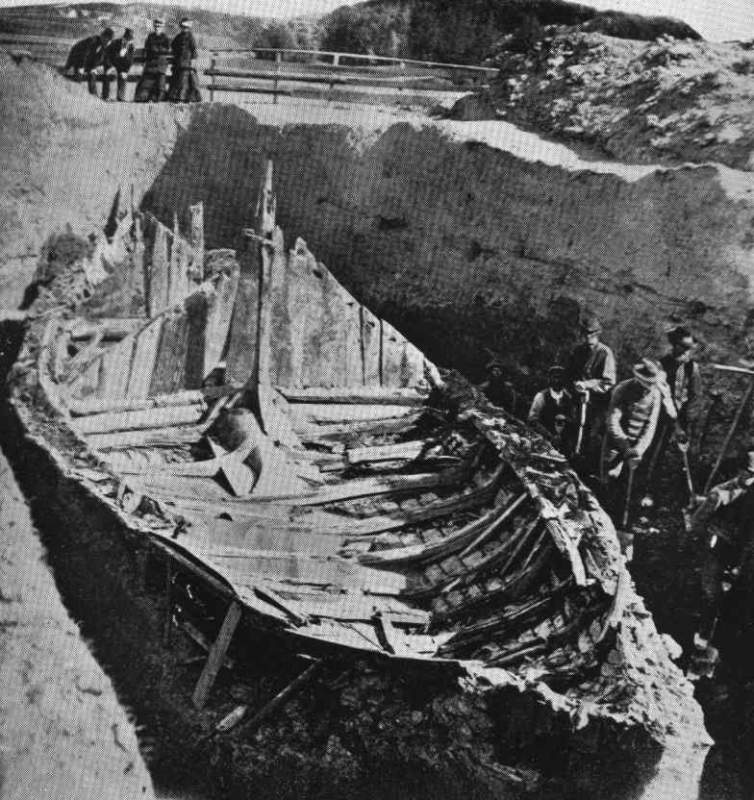
Розкопки Гокстадського корабля, фото біля 1880 р.

Судно належить до напіввійськових, напівторговельних кораблів вікінгів типу карв і має довжину приблизно 23 м і ширину 5,1 м. Вітрильне озброєння складається з одного великого прямого вітрила, зшитого з вертикальних полотнищ. Довжина гребного весла — 5,5 м.
Красиве і струнке судно з круто підведеною до обох країв лінією борту було побудовано цілком з дуба і багато орнаментоване.

## Репліка
Виняткову мореплавність цього типу суден практично довели дванадцять молодих норвежців у 1893 році. Побудувавши точну копію гокстадського корабля, вони успішно перетнули Північну Атлантику і прибули до Чикаго на Колумбівську виставку, показавши середню швидкість ходу 9-10 вузлів, що було вельми непогано і для більш пізніх великих вітрильних суден.

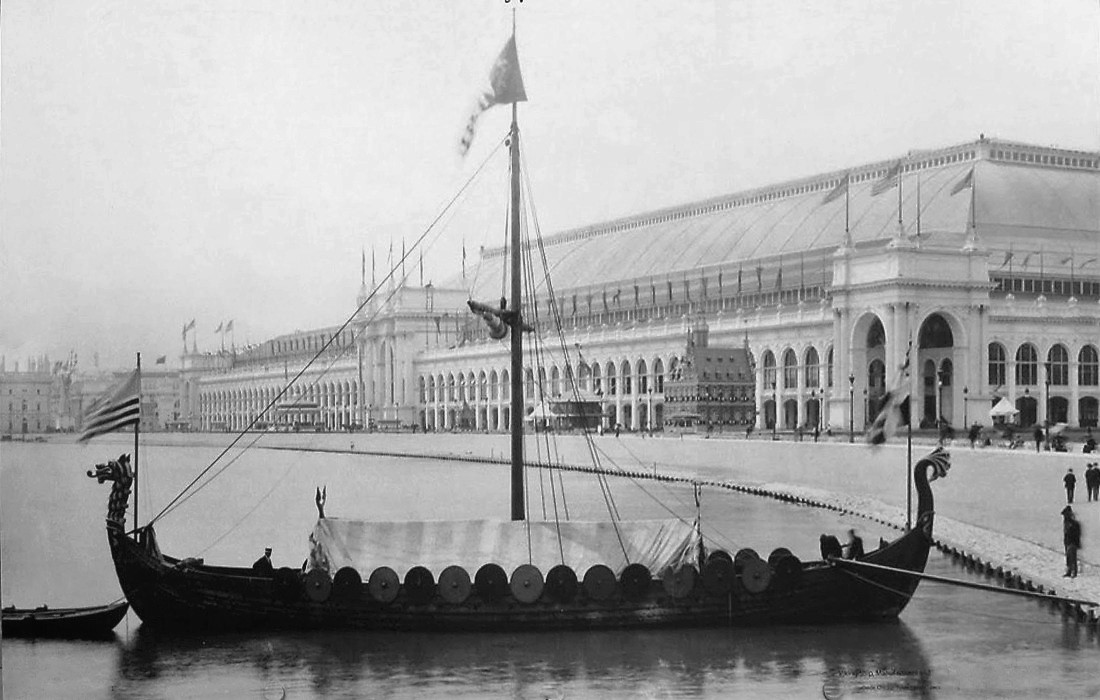
Репліка Гокстадського корабля на Всесвітній виставці, Чикаго, 1893 рік